# Defiler
Defiler ist eine im Jahr 2010 gegründete US-amerikanische Deathcore-Band aus dem nordkalifornischen Castro Valley. Nach einer zwischenzeitlichen Trennung im Jahr 2015 fand die Gruppe Ende 2019 wieder zusammen.

## Geschichte
Defiler wurde im Jahr 2010 gegründet und besteht aus Jake Pelzl (Gesang), die Gitarristen Ethan Lewis und Tony Bigley, Ian Poole (Schlagzeug), sowie aus Jesse Dhaliwal (Bassgitarre). Bereits im Gründungsjahr erschien die EP Plasmodium und eine Demo The Knee Capper, ehe die Gruppe am 21. Dezember 2010 bereits das Debütalbum Pangaea jeweils in Eigenregie veröffentlichte. Zunächst folgte die Veröffentlichung des Albums digital. Von den Einnahmen finanzierte sich die Band eine Videoproduktion für den Song Cryomancer, welcher einen großen Erfolg feiern konnte. Durch diesen Erfolg wurden das Label Stillborn Records und Jamey Jasta auf Defiler aufmerksam, die das Debütalbum erneut veröffentlichen, dieses Mal als CD. Das Album wurde von Chris „Zeuss“ Harris, welcher schon mit Hatebreed, Shadows Fall, Emmure und Chimaira arbeitete, gemastert und gemixt.
Im Mai 2012 gab das US-amerikanische Label Razor & Tie (u. a. All That Remains und Chelsea Grin) bekannt, Defiler unter Vertrag genommen zu haben. Das Nachfolger-Album Nematocera wurde im Herbst 2012 veröffentlicht.
Im Januar und Februar 2012 tourte Defiler als Support von Wayne Static und Polkadot Cadaver durch die Vereinigten Staaten. Dies war nur möglich, da die Gruppe The Agonist als Support ausstieg. Im Mai und Juni 2013 tourte die Gruppe erstmals außerhalb der Vereinigten Staaten. Die I Wanna See You Mosh Tour führte die Band durch die Ukraine, Russland und Belarus. Beim Tourfinale in Minsk war die Gruppe im Vorprogramm von Parkway Drive zu sehen. Ende Juni folgten zwei Konzerte als Vorband für Born of Osiris und Emmure.
Danach blieb es lange Zeit ruhig um die Band. Die Gruppe startete im Oktober 2013 eine Crowdfunding-Kampagne, um die Studioarbeiten für ihr drittes Album finanzieren zu können. Als Ziel gaben die Musiker 4000 Dollar an. Die Kampagne endete im November 2013. In diesem Zeitraum konnten lediglich 46 Prozent des angestrebten Ziels erreicht werden. Im Oktober des Jahres 2015 ließ Jake Pelzl verlauten, dass Defiler nicht mehr als Band existiere und sich die Mitglieder auf andere Projekte konzentrierten. Am 6. Mai 2021 erschien mit A Deity Depraved eine neue EP in Eigenregie, nachdem sich die Band im Jahr 2019 neu formierte.

## Diskografie
- 2010: Plasmodium (EP)
- 2010: The Knee Capper (Demo)
- 2011: Pangaea (Album, Stillborn Records)
- 2012: Nematocera (Album, Razor & Tie)
- 2021: A Deity Depraved (EP)